# Фёдор Борисович (князь волоцкий)
Фёдор Борисович Волоцкий (1476—1513) — последний удельный князь волоцкого княжества (1494—1513).

## Происхождение и семья
Рюрикович, представитель правящей семьи московских князей — внук Великого князя московского Василия Тёмного, старший сын удельного князя Бориса Васильевича и Иулиании (Ульяны) Михайловны (дочь Михаила Дмитриевича Холмского), племянник великого князя московского Ивана III и двоюродный брат Василия III. Имел младшего брата Ивана — князя Рузского. Оба брата детей не имели. Фёдор был женат с 1504 года (имя жены Лицевой летописный свод не называет), а Иван на его свадьбе разболелся и умер.

## Управление княжеством
В правление княжеством вступил после смерти своего отца в 1494 году, при этом часть княжества с городом Руза была выделена в удел младшему брату Ивану. Мать Ульяна Михайловна опекала обоих сыновей.
В 1497 году совместно с братом Иваном «били челом» Ивану III, чтобы тот взял доставшихся им от бабки Марии Ярославны (жены Василия Тёмного) московские и тверские сёла. Взамен получили сёла Белая Колпь и Буйгород.
В управлении княжеством отличался грабежом зажиточного населения, вымогании денег с применением пыток. Особенно усилились эти тенденции после 1503 года, когда умерли его брат Иван и мать, а Иван III конфисковал их наследство, на которое, очевидно рассчитывал князь Фёдор Борисович. Поддержку в этой конфискации царю Ивану оказал игумен Иосиф Волоцкий. Естественно после этого отношения князя с Иосифом Волоцким испортились. Фёдор Борисович пользовался при этом поддержкой игумена Волоцкого Возмицкого монастыря Алексея Пильемова.
Похоронен в Иосифо-Волоцком монастыре. После смерти удел перешёл во владение Василия III.

## Служба воеводой
Во время русско-литовской войны 1500—1503 годов в 1500 году вместе с братом Иваном и А. Ф. Челядниным командовал ратью на северо-западе, которая, разбив литовцев около реки Ловать, взяла Торопец. В 1502 году участвовал в неудачном походе под командованием Дмитрия Жилки на Смоленск.
Во время Казанско-русской войны 1505—1507 года участвовал в неудачном походе 1506 года на Казань.
Во время русско-литовской войны 1512—1522 годов в 1512 году во время похода на Смоленск был командиром сторожевого полка.